# 約克公爵島 (巴布亞新畿內亞)

約克公爵島為約克公爵群島的主島

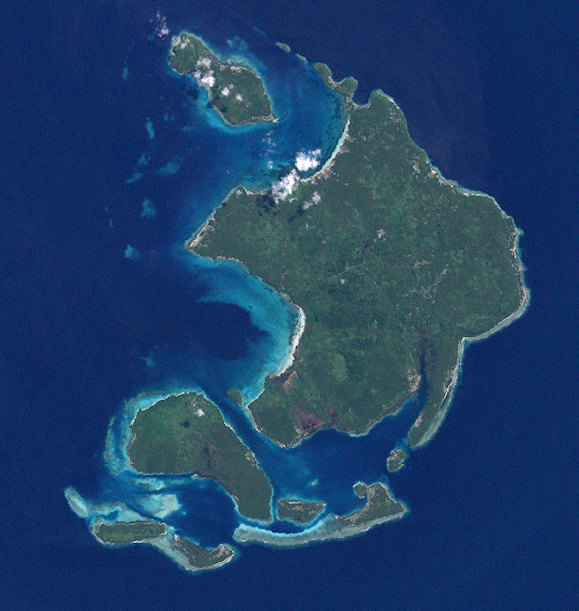
約克公爵群島衛星圖

約克公爵島是巴布亞新幾內亞東新不列顛省的島嶼，位於太平洋海域，為約克公爵群島最大的島，長11.1公里、寬9.8公里，面積51.8平方公里，最高點海拔高度4米。